# Wełykosiłky
Wełykosiłky, Żelechów Wielki (ukr. Великосілки) – wieś na Ukrainie, w obwodzie lwowskim, w rejonie lwowskim (wcześniej w rejonie kamioneckim). Miejscowość założona została w 1393. Od 1 sierpnia 1934, w ramach reformy scaleniowej w II Rzeczypospolitej, miejscowość była siedzibą gminy wiejskiej Żelechów Wielki w powiecie kamioneckim województwa tarnopolskiego. Wieś liczy 1444 mieszkańców.
Urodził tu się bp Fyłymon Kurczaba.

## Położenie
Według Słownika geograficznego Królestwa Polskiego i innych krajów słowiańskich Żelechów Wielki to: wieś w powiecie Kamionka Strumiłowa, położona 15 km na południowy wschód od Kamionki Strumiłowej.